# Ptychoglene pertunda
Ptychoglene pertunda là một loài bướm đêm thuộc phân họ Arctiinae, họ Erebidae.